# Baris (dança)
Baris é uma família de dança tradicional de guerra em Bali, acompanhada por gamelan, na qual dançarinos retratam os sentimentos de um jovem guerreiro antes da batalha, glorificam a masculinidade do triunfante guerreiro balinês, e mostrar a sublimidade de sua presença dominante. Baris deriva seu nome da palavra bebarisan, que literalmente significa "linha" ou "formação", referindo-se aos soldados que serviram aos antigos rajás de Bali.
Existem dois tipos principais de dança de baris que podem ser encontrados em toda a ilha de Bali. A dança não ritual é executada por um dançarino solo e é frequentemente a primeira dança que um dançarino iniciante aprende.A dança não ritual é executada por um dançarino solo e é frequentemente a primeira dança que um dançarino iniciante aprende. No entanto, existem mais de trinta tipos diferentes de danças rituais de baris, cada uma das quais realizada por um grupo de pessoas, imitando ainda os movimentos do guerreiro.

## Performance

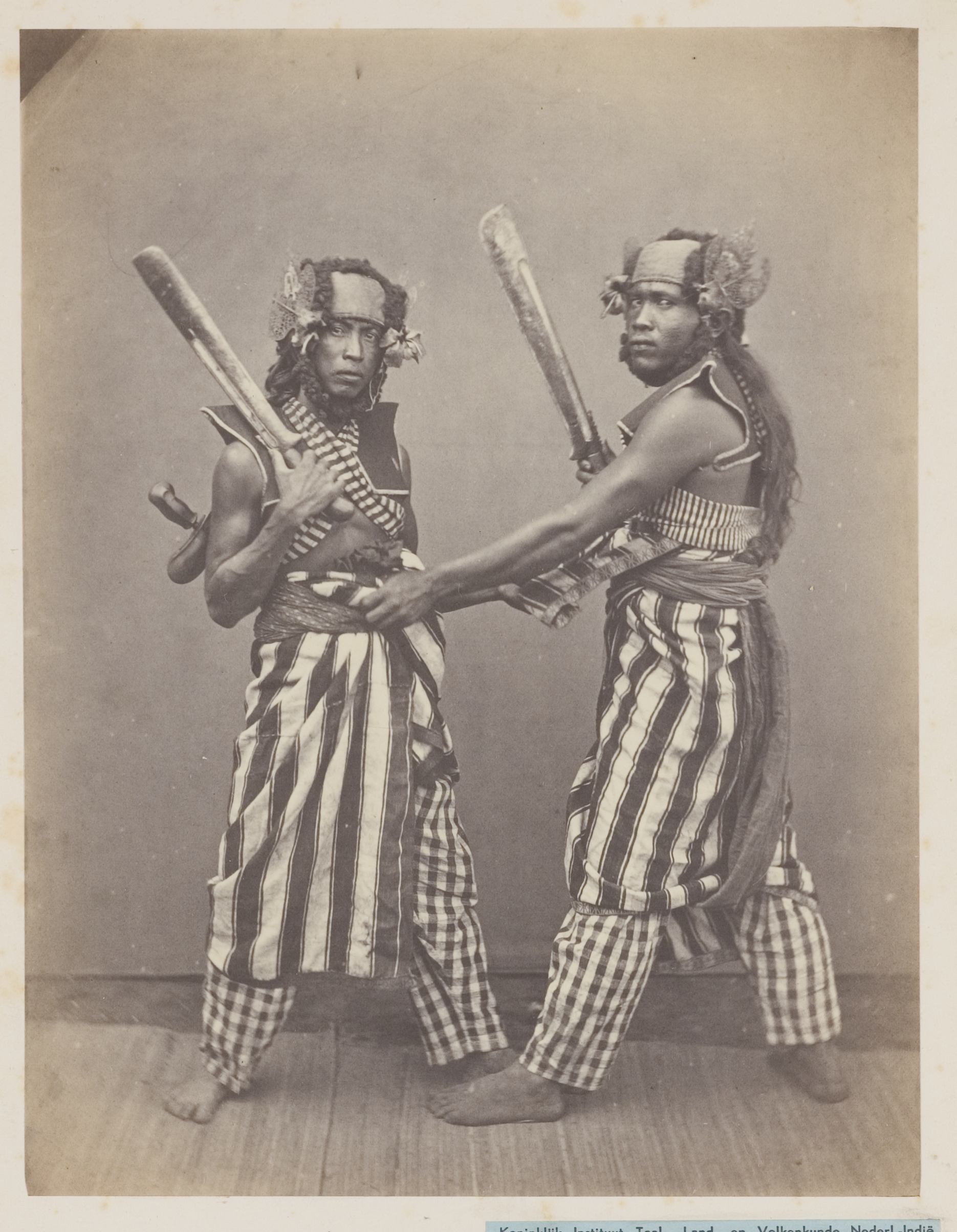
Dançarinos em Singaraja (1865-1866); fotografia de Isidore van Kinsbergen

### Baristunggal
Um dançarino de baris tunggal é um dançarino de baris que se apresenta sozinho, se veste com perneiras brancas conhecidas como celana. Ao redor dos tornozelos, há coberturas, conhecidas como setewel, que chegam até a metade das panturrilhas. O dançarino usa um cinto (setagen), alcançando seu corpo; dentro deste cinto, uma faixa ou keris é dobrada perto do ombro. Ao redor do tronco do dançarino, há uma coleção de paineis de tecido, conhecidos como awiran, que ficam pendurados em seu corpo. Outro painel, maior, é preso ao peito. Em volta do pescoço, o dançarino usa uma coleira circular conhecida como badong; este colar pode ou não ser decorado com miçangas. O traje é completado por um toucado triangular feito de conchas afixadas em molas que tremem durante a apresentação.

### Dança em grupo
Há uma variedade de formatos para a dança quando feita em grupo e são acompanhadas por diferentes tipos de música e envolvem diferentes movimentos. Os dançarinos podem portar uma variedade de armas, incluindo o keris, uma lança, um arco ou outras armas; muitas vezes as danças são chamadas de acordo com as armas carregadas e as apresentações podem ou não tentar transmitir uma história.

## Galeria

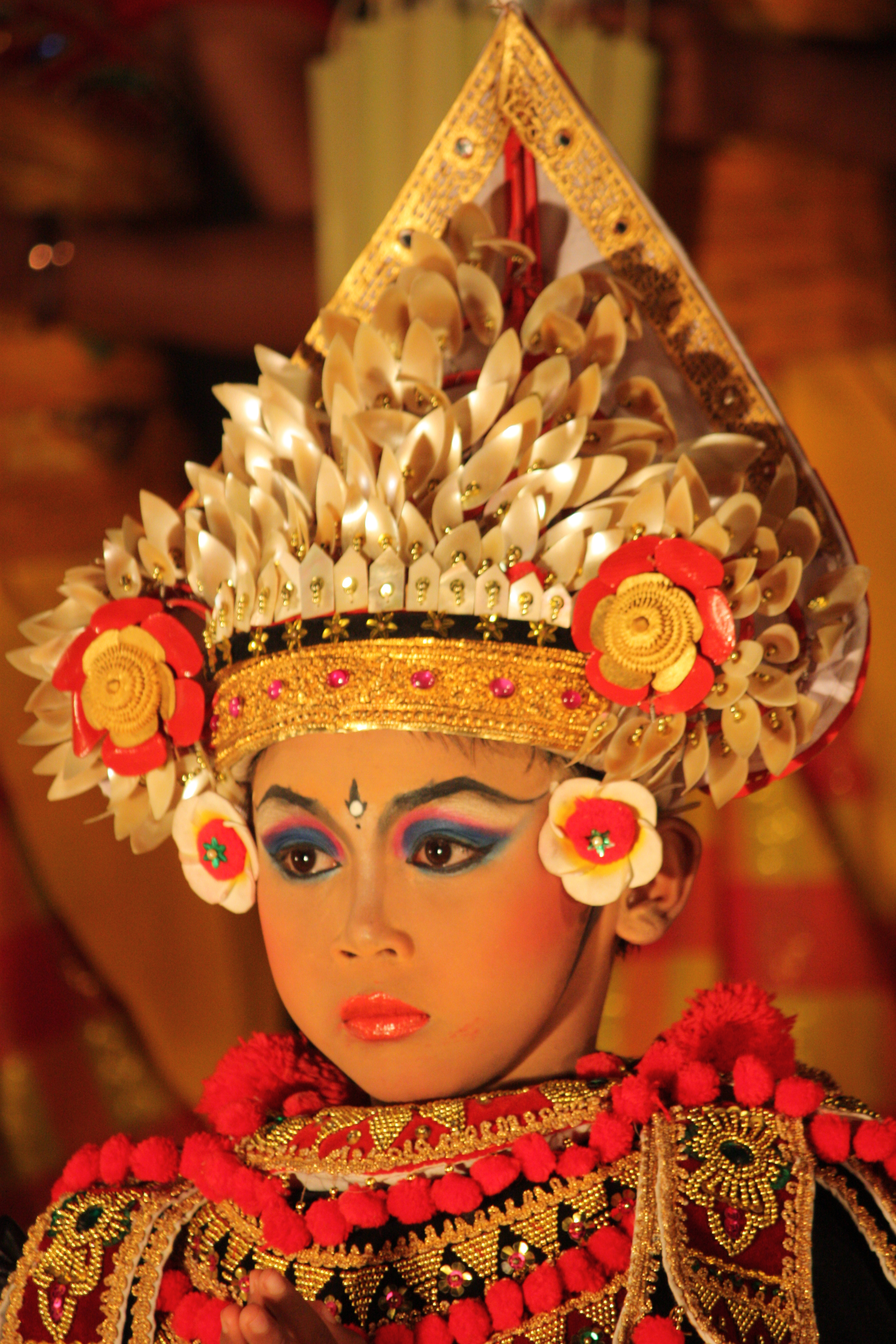
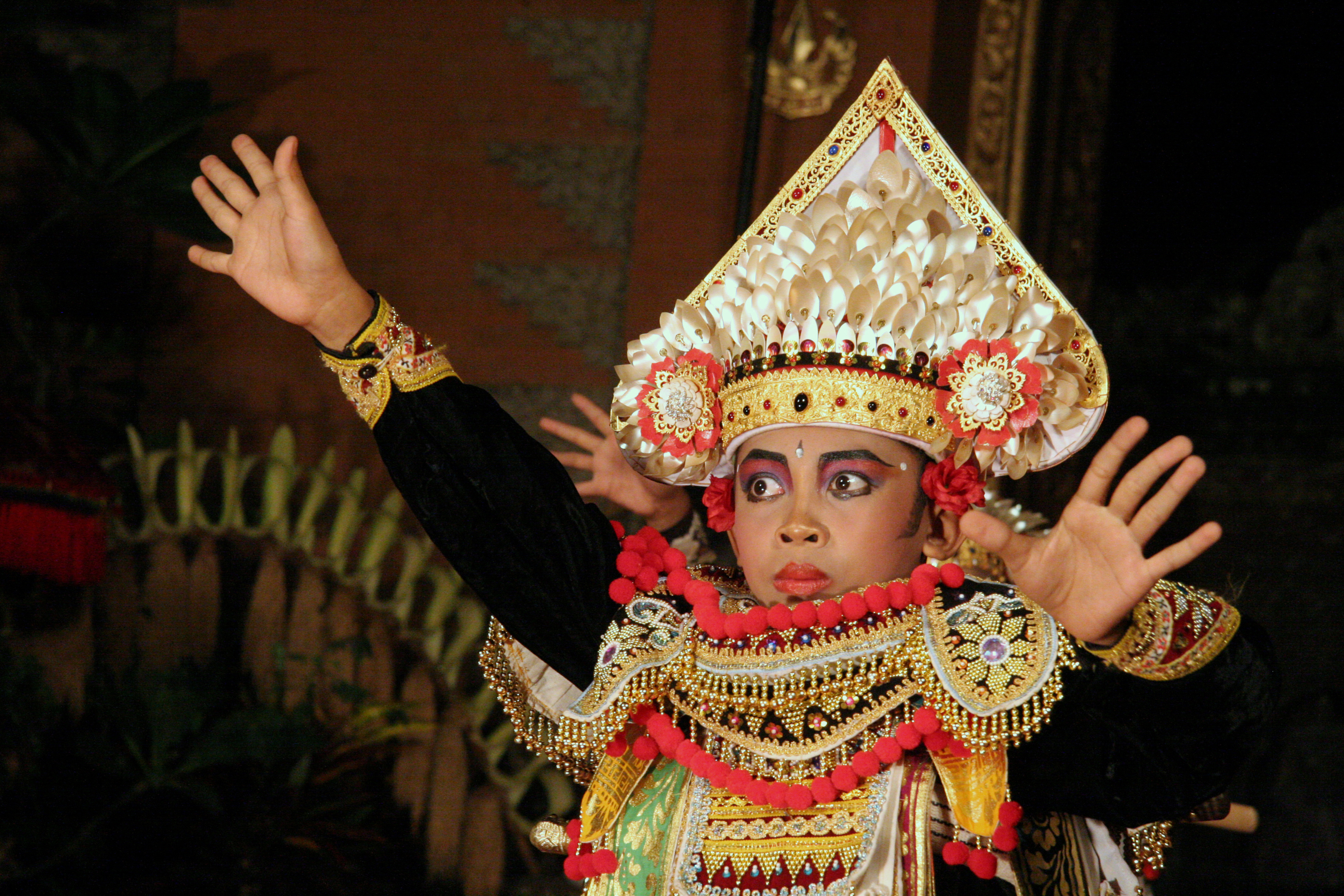
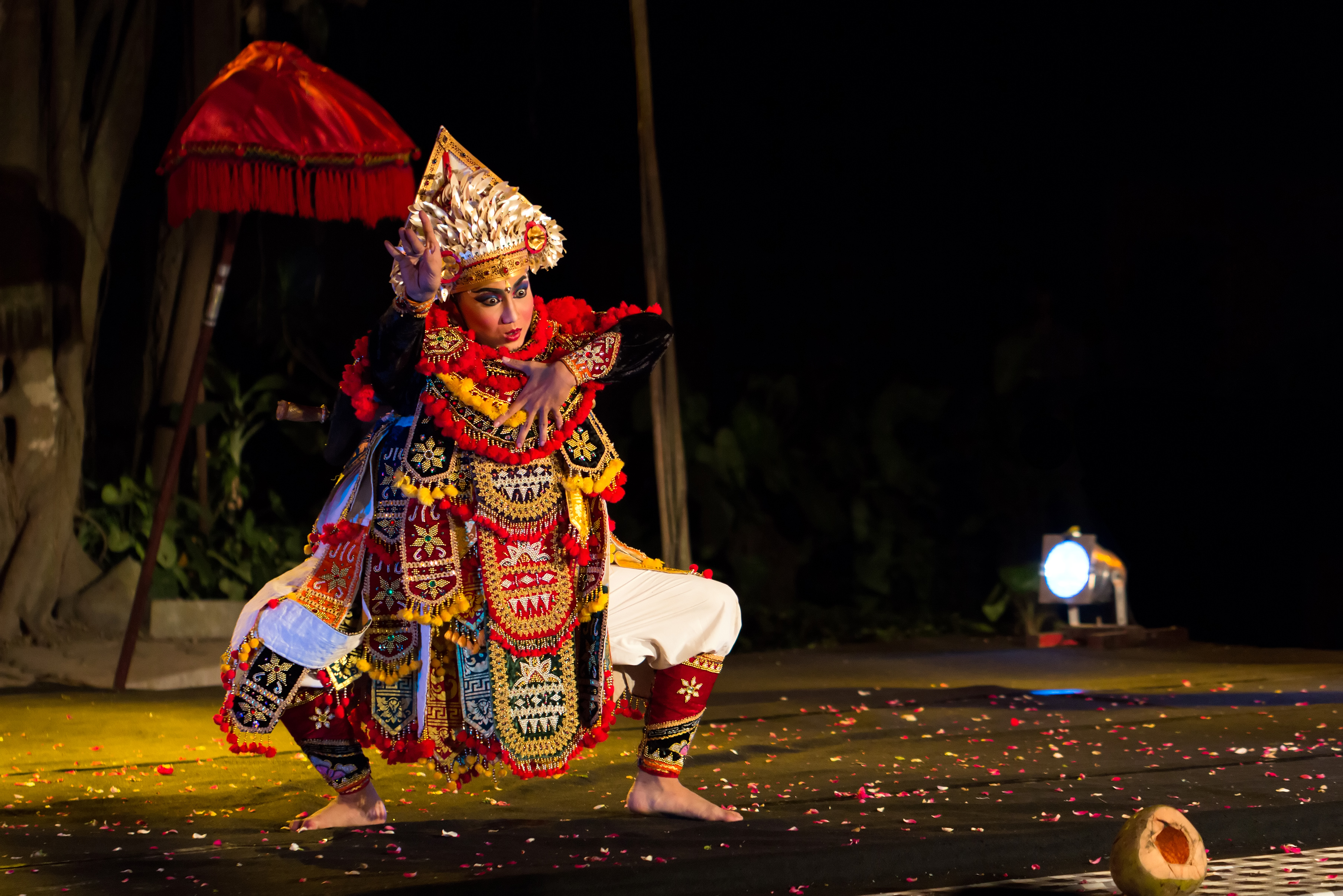